# Of Mice & Men
Of Mice & Men (czasem w pisowni Of Mice and Men) – amerykański zespół metalcore z Costa Mesa w Kalifornii. Grupa została założona przez Austina Carlile'a i Jaxina Halla w połowie 2009 roku po odejściu tego pierwszego z grupy Attack Attack!. Nazwa zespołu pochodzi od powieści Johna Steinbecka o tym samym tytule.

## Muzycy
Obecny skład zespołu
- Phil Manansala – gitara prowadząca (od 2009)
- Valentino Arteaga – perkusja, instrumenty perkusyjne (od 2009)
- Alan Ashby – gitara rytmiczna (od 2011)
- Aaron Pauley – gitara basowa, wokal (od 2012)

Byli członkowie zespołu
- Austin Carlile – wokal (2009–2016)[2]
- Jon Kintz – gitara rytmiczna, wokal (2009)
- Jaxin Hall – gitara basowa, wokal (2009–2010)
- Jerry Roush – wokal (2010–2011)
- Shayley Bourget – wokal (2009–2012), gitara basowa (2011–2012), gitara rytmiczna (2009–2011)

Muzycy koncertowi
- Joel Piper – gitara basowa, wokal (2011)
- Dane Poppin – gitara basowa (2011)
- Justin Trotta – gitara basowa (2011–2012)

## Dyskografia

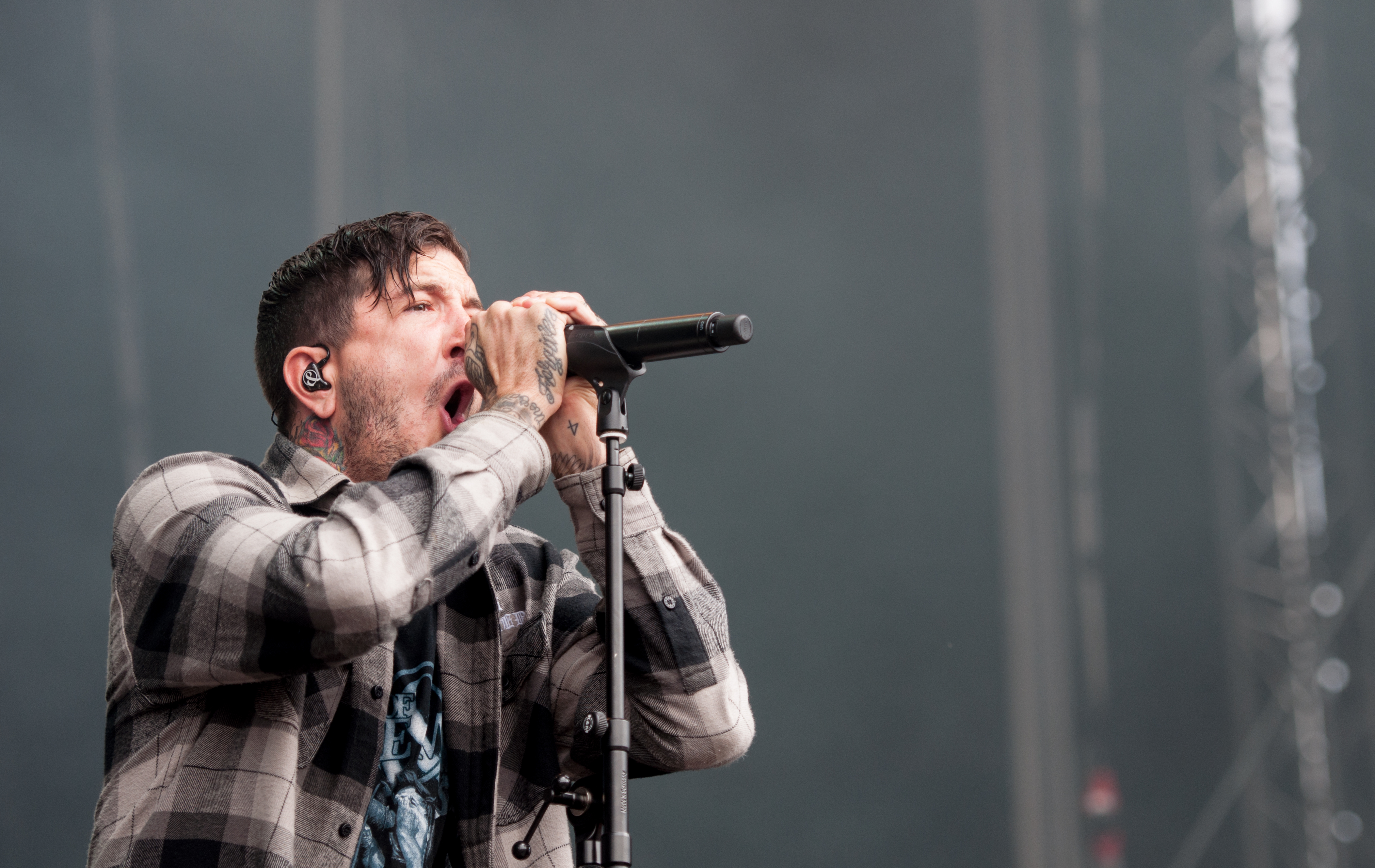
Austin Carlile, 2014

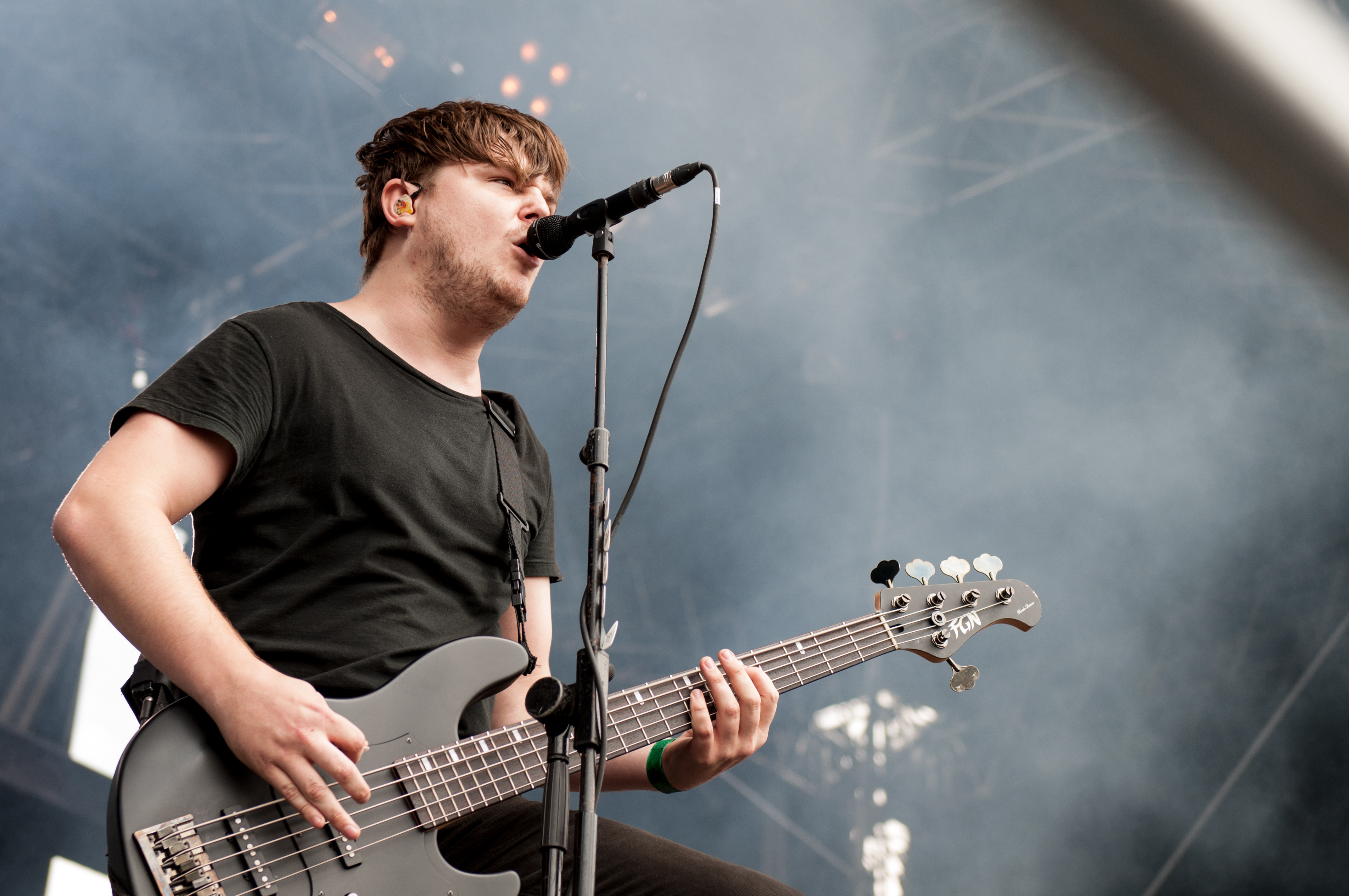
Aaron Pauley, 2014

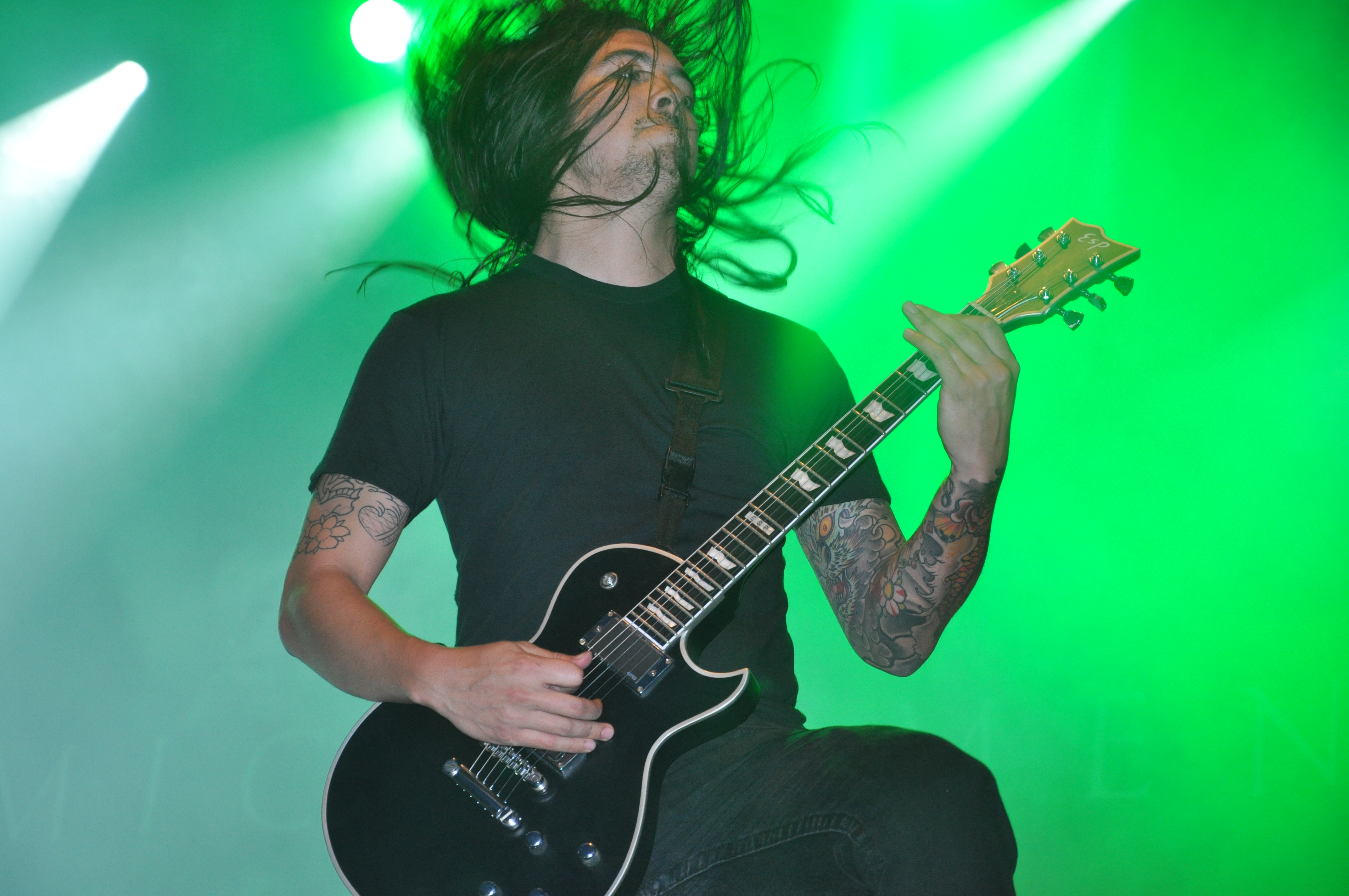
Phil Manansala, 2014

Albumy studyjne
| Of Mice & Men               | - Data: 9 marca 2010 - Wydawca: Rise Records     | 115 | —  | —  |                  |
| The Flood                   | - Data: 14 czerwca 2011 - Wydawca: Rise Records  | 28  | —  | —  | - USA: 125 tys.+ |
| Restoring Force             | - Data: 27 stycznia 2014 - Wydawca: Rise Records | 4   | 17 | 9  | - USA: 200 tys.+ |
| Cold World                  | - Data: 9 września 2016 - Wydawca: Rise Records  | 24  | 91 | 27 |                  |
| "—" album nie był notowany. |                                                  |     |    |    |                  |

Single
| "The Depths"                 | 2012 | —  | The Flood       |
| "You're Not Alone"           | 2013 | —  | Restoring Force |
| Would You Still Be There"    | 2014 | 18 | Restoring Force |
| "Feels Like Forever"         | 2014 | 27 | Restoring Force |
| "Broken Generation"          | 2015 | —  | Restoring Force |
| "Never Giving Up"            | 2015 | 16 | Restoring Force |
| "—" singel nie był notowany. |      |    |                 |

## Teledyski

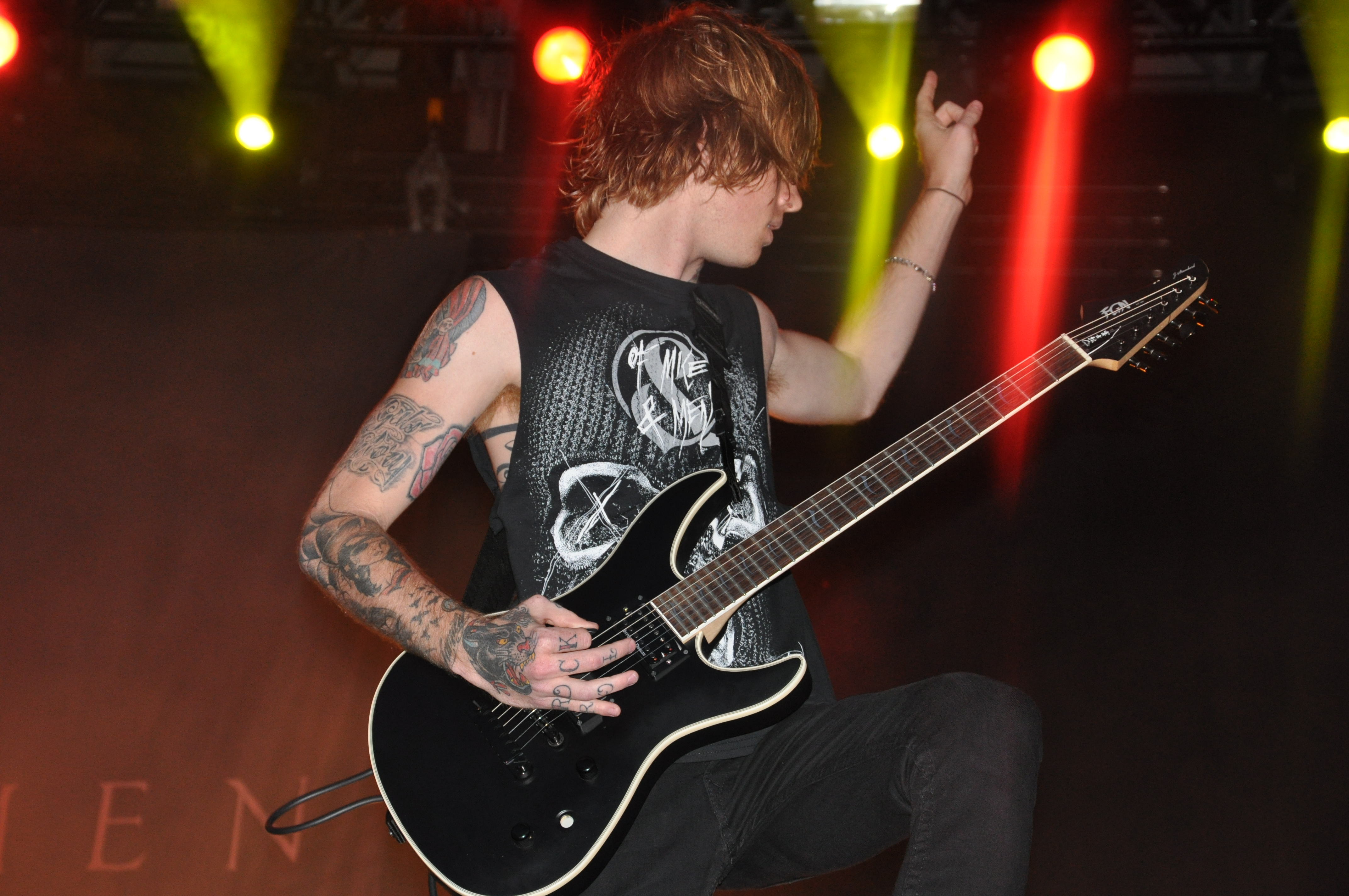
Alan Ashby, 2014

| Tytuł                      | Rok  | Reżyseria         | Album           | Źródło |
| -------------------------- | ---- | ----------------- | --------------- | ------ |
| "Second & Sebring"         | 2010 | Spencer Nicholson | Of Mice & Men   | [ 12 ] |
| "Those in Glass Houses"    | 2010 | Spencer Nicholson | Of Mice & Men   | [ 13 ] |
| "The Depths"               | 2012 | Sitcom Soldiers   | The Flood       | [ 14 ] |
| "Bones Exposed"            | 2014 | Max Moore         | Restoring Force | [ 15 ] |
| "Would You Still Be There" | 2014 | Nathan Cox        | Restoring Force | [ 16 ] |
| "Feels Like Forever"       | 2014 | Nathan William    | Restoring Force | [ 17 ] |
| "Identity Disorder"        | 2014 | Jon Stone         | Restoring Force | [ 18 ] |
| "Broken Generation"        | 2015 | Max Moore         | Restoring Force | [ 19 ] |
| "Another You"              | 2015 | Jon Stone         | Restoring Force | [ 20 ] |

## Nagrody i wyróżnienia
| Rok  | Kategoria                   | Tytułem       | Nagroda                         | Nota | Źródło |
| ---- | --------------------------- | ------------- | ------------------------------- | ---- | ------ |
| 2013 | Best International Newcomer | Of Mice & Men | Kerrang! Awards                 | Laur | [ 21 ] |
| 2014 | Breakthrough                | Of Mice & Men | Metal Hammer Golden Gods Awards | Laur | [ 22 ] |